# Berło Ottokara
Berło Ottokara – ósmy tom przygód Tintina i jego psa Milusia.

## Treść
Tintin znajduje na ławce w parku teczkę. Postanawia odnieść ją właścicielowi, którym jest profesor Nestor Alembik – sygilograf. Profesor proponuje reporterowi zostanie jego sekretarzem podczas wyprawy do Syldawii, gdzie profesor ma zrobić zdjęcia pieczęciom królów syldawskich. Tintin zgadza się na bycie sekretarzem profesora i wyrusza z nim do Syldawii.
Po wejściu do samolotu, Tintin zauważa, że profesor przestał palić. W trakcie lotu okazuje się, że nie potrzebuje też okularów. W trakcie międzylądowania reporter przypadkiem wpada na profesora i łapie jego brodę (podejrzewa, że jest ona fałszywa, co okazuje się nieprawdą). W trakcie lotu do Klowa, pilot opuszcza klapę pod siedzeniem Tintina i ten spada na wóz z sianem. Wieśniacy doprowadzają go do żandarmerii, a następnie reporter wyrusza do Klowa samochodem, w którym podróżuje mediolański słowik – Bianka Castafiore.
Po dotarciu do Klowa, Tintin próbuje dotrzeć na dwór króla Syldawii, Muskara XII, ale jego adiutant, pułkownik Borys, uniemożliwia mu to i nazywa go anarchistą, który chce zagrozić władcy. Następnego dnia, Tintin wpada pod samochód królewski, ale udaje mu się porozmawiać z królem i podzielić się z nim podejrzeniami co do profesora Alembika. Tintin wkracza do sali, w której znajduje się berło Ottokara, ale nie znajduje go. Przechodząc koło sklepu z zabawkami odkrywa jak berło zostało ukradzione.
Tintin i Miluś płyną do lasu po przeciwnej stronie fosy i znajdują berło, choć muszą o nie walczyć z bandytami. Tintin goni jednego z nich aż do granicy skraińskiej, gdzie udaje mu się je w końcu odzyskać. Następnie wsiada do skraińskiego samolotu i wyrusza do Klowa. Niestety zostaje zestrzelony i idzie do Klowa na piechotę. W trakcie marszu gubi berło, ale odnajduje je Miluś, który oddaje je Muskarowi XII.
W dzień świętego Wladimira (narodowe święto syldawskie) król zostaje kawalerem Zakonu Rycerskiego Złotego Pelikana – pierwszym cudzoziemcem, który dostąpił tego zaszczytu. Wyjaśnia się także sprawa berła – politycy, którzy działali w partii Stalowa Gwardia, byli rewolucjonistami, którzy tworzyli stowarzyszenie ZZRK (Zyldav Zentral Revolutzionar Komitzat) i chcieli, aby Syldawia została przyłączona do Skrainy. Profesor Alembik został przez nich pobity i związany, a w jego miejsce podstawiono jego brata bliźniaka, Alfreda.
Tintin wraca do swojego kraju hydroplanem. Towarzyszą mu Tajniak i Jawniak, którzy pod koniec podróży wysiadają z hydroplanu i wpadają do wody.